# 뉴욕 지하철 F선
뉴욕 지하철 F선(6번로 완행)은 뉴욕 지하철의 운행 계통이다. B 디비전에 속해 있으며, 맨해튼의 IND 6번로 선을 이용하므로, 색상은 주황색으로 표시한다. F선은 자메이카의 179번가 역, 코니아일랜드의 스틸월 애비뉴~퀸스의 퀸즈 대로 구간, 맨해튼의 63번가 선과 6번로 선, 브루클린의 컬버 선 구간에서 운영되며, 포리스트힐스-71번로 역과 21번가-퀸스브리지 사이의 퀸즈 급행 구간을 제외한 모든 역에 정차한다. 스틸월 애비뉴 역의 수용력 문제로 인해 킹스 하이웨이 역의 일부 러시아워 열차에서 짧은 방향 전환(Short turn)을 사용한다.

## 역사

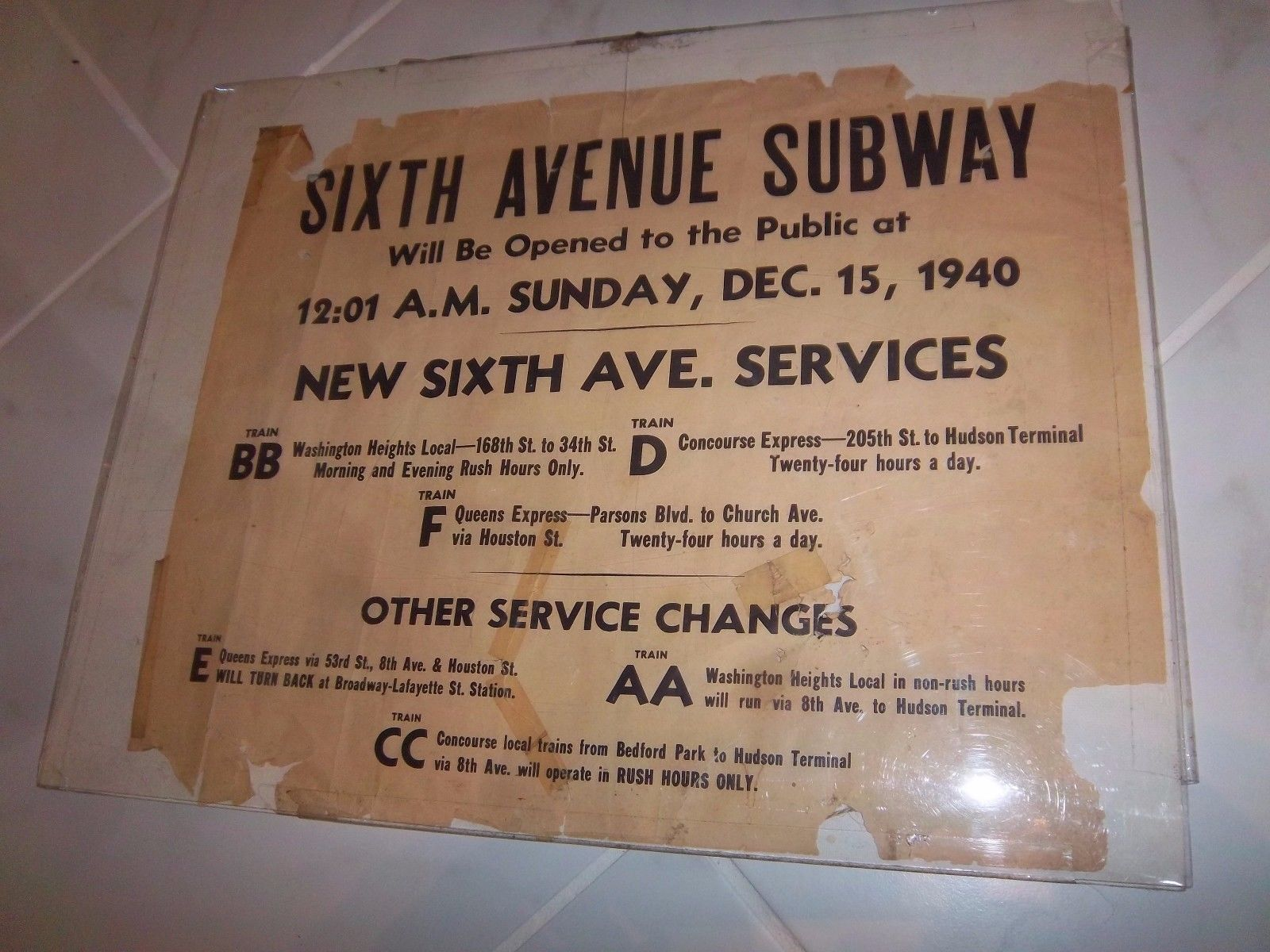
1940년 12월 15일 일요일 오전 12~1시, 6번로 지하철의 개통 안내 포스터

F선은 1940년 12월 15일부터 퍼슨스 블러바드(Parsons Boulevard)와 처치 애비뉴(Church Avenue) 사이에서 퀸즈 블러바드 선,6번로 선 및 컬버 선을 통해 운용을 시작하였으며, 퀸스와 맨해튼과 브루클린 지역에서 특급으로 운영되었다.
제2차 세계대전 중인 1944년 1월 10일, 저녁, 새벽, 일요일 아침 시간대에 열차가 169번가까지 연장되었다. 일시적으로 1948년에 그 해의 노선도에서 볼 수 있듯이, D와 F 계통은 F가 2번로로 바뀌면서 전환되었으나, 이후에는 다시 되돌렸다. 1950년 12월 11일, 저녁,밤,일요일 아침의 열차가 새로 열리는 179번가로 연장되었다. 1951년 5월 13일, 러시아워 이외의 모든 열차가 퍼슨스 블러바드 외의 완행 선로를 이용하여 179번가까지 운용되었다. 1951년 10월 8일, 열차는 전 시간대에 179번가까지 운용하게 되었다. 러시아워 동안 F 열차는 급행 선로를 경유하는 169번가를 무정차 통과했다. 이 외의 시간대에는 F 열차가 169번가에서 정차했다.
1953년, 75번로~서트핀 블러바드 간 역의 승강장이 660 피트로 연장되어 F 열차가 11량의 차량으로 운행할 수 있게 되었다. F 계통은 1953년 9월 8일 러시아워 시간대에 11량의 차량을 운행하기 시작했다. 이 여분의 열차가 4,000 명의 승객 수송 능력을 증가시켰다.
1954년 10월 30일, IND 컬버 선과 BMT 컬버 선 간의 연결 구간이 개통되었고, IND가 고가 구간을 인수하였다. 모든 F 계통은 D 계통이 루트거스 스트리트 터널(Rutgers Street Tunnel)을 통해 브루클린에 들어갈 수 있도록 브로드웨이-라파예트 스트리트 역에서 시종착하기 시작했다. 또한, 평일 주간 열차를 제외한 모든 열차는 컨티넨털 애비뉴(Continental Avenue)와 퍼슨스 대로(Parsons Boulevard) 사이의 완행 선로를 통해 경로가 변경되었다. 1956년 4월 29일, 열차가 2번로 역까지 연장되었다.
1957년 10월 6일에 열차가 저녁, 밤 및 주말에는 34번가-헤럴드 스퀘어에 종착하도록 실시되었다. 1958년 11월 10일 F 계통은 2번로 역에서 종착되고, 평일에 브로드웨이-라파예트 스트리트 역에서 시종착 되도록 실시되었다. 그 후, 1967년 7월 11일 부터, 평일 낮 시간대에 179번가와 71번로-컨티넨털 애비뉴간 열차가 더 이상 운행하지 않으며, 평일에 브로드웨이-라파예트 스트리트 역에서 2번로 역까지 연장되었다. 1967년 11월 26일에 크리스티 스트리트 커넥션(Chrystie Street Connection)이 완공되었을 때, D 계통은 이 연결을 통해 맨해튼 교 북쪽에서, 그리고 브루클린의 BMT 브라이턴 선을 통해 연결되었다. F 계통이 IND 컬버 선에서 이를 대체했다.
| 1967~1979 노선 표시 |

1968년 8월 19일부터 제이 스트리트-버러 홀(Jay Street-Borough Hall)과 킹스 하이웨이(Kings Highway) 사이의 러시아워 급행 서비스가 제이 스트리트-버러 홀과 처치 애비뉴(Church Avenue) 사이의 양방향으로 추가되었으며, 러시아워 진입로는 처치 애비뉴와 킹스 하이웨이 사이의 대체 열차로 넣었다. 1969년 6월 16일부터, 급행 서비스가 킹스 하이웨이 열차로 개조되어, 베르겐 스트리트(Bergen Street)에서 킹스 하이웨이로 이동한다. 급행 서비스에 대한 불만으로 인해 1972년 12월 31일 베르겐 스트리트와 처치 애비뉴 사이의 모든 정류장이 정차하는 방향으로 개통하기 시작했다. 동시에 모든 열차는 퀸스의 컨티넨털 애비뉴와 퍼슨스 블러바드 사이의 급행 선로를 통해 경로가 변경되었다.
1976년 1월 18일, 베르겐 스트리트와 처치 애비뉴 사이의 급행 서비스는 러시아워의 혼잡 시간대에서 중단되었다. 1976년 8월 30일 베르겐 스트리트와 처치 애비뉴 사이의 급행 서비스가 완전히 중단되고, 모든 열차가 전 역에 정차했다. 디트마스 애비뉴(Ditmas Avenue)와 킹스 하이웨이 사이의 러시아워 대체 급행 열차 서비스는 유지되었다. 이는 완행 역에서 추서에 의한 맨해튼 서비스 축소에 대한 예산 삭감 및 불만 때문이었다.
1977년 8월 27일부터 F 계통은 새벽 시간대 컨티넨털 애비뉴와 퀸즈 플라자 사이의 퀸스 지역에서 GG 서비스로 교체되었다.
1987년 5월 24일, N과 R 계통이 퀸스의 종착역을 겨체했다. 노선 변경에 의거하여, F 계통은 새벽 시간대에 57번가 / 6번로(57th Street / Sixth Avenue)에서 종착하였다. (1989년 10월 29일, IND 63번가 선이 개통함으로 21번가-퀸스브리지까지 연장되었다.) 1988년 12월 11일, 아처 애비뉴 지하철 서비스 변경의 일환으로 R 열차가 179번가로 연장되어 완행 열차로 운행함으로, F 열차가 러시아워 시간에 169번가 역을 무정차 통과하기 시작했다. 1990년 9월 30일 러시아워를 제외한 R 계통이 컨티넨털 애비뉴에서 179번가로 줄면서, F 열차는 오후, 저녁, 주말에 71번로의 동쪽 지역을 운행하기 시작했다. 1992년 10월 25일 러시아워 시간의 R 계통이 179번가에서 컨티넨털 애비뉴로 줄었고, F 계통은 러시아워 시간대에서 컨티넨털 애비뉴~179번가 간을 완행 열차로 운행하게 되었다. 1997년 8월 31일 새벽 시간대의 F 계통은 63번가 선의 계통이 Q 셔틀로 교체되면서 완행 계통이 179번가로 다시 연결되었다.
2000년 12월, 밤과 주말에 새로운 63번가 커넥터(63rd Street connector)를 통해 F 계통이 변경되기 시작했다. 2001년 12월 16일, 63번가 커넥터가 공식적으로 개통하면서 IND 63번가 선과 IND 퀸즈 블러바드 선을 연결한다. 논쟁의 여지가있는 이전에서, 완행 V 계통은 맨해튼과 퀸스 사이에서 혼잡 수송되었던 53번가 터널(53rd Street Tunnel)에서 급행 F 계통을 바꿨고, F 계통은  63번가 터널(63rd Street Tunnel)로 연결되었고 71번로와 21번가-퀸스브리지 간에서 전 시간 급행을 운용했다.
2002년 9월 8일, 스틸월 애비뉴 역은 재건축을 위해 폐쇄되었다. F 계통은 애비뉴 X (Avenue X)행으로 축소되었으며, 스틸월 애비뉴로 가는 서비스는 셔틀 버스로 대체되었다. F 계통은 건설 작업이 완료된 2004년 5월 23일에 스틸월 애비뉴행으로 복귀하였다.

### 브루클린 급행 체계 계획
제이 스트리트-메트로 테크(Jay Street–MetroTech)에서 처치 애비뉴(Church Avenue)까지의 컬버 선(Culver Line) 북부를 따라 급행 계통을 재개 할 수 있는 지역 사회 지원이 있었다. 마이클 블룸버그(Michael Bloomberg) 시장과 Daniel Squadron 상원 의원도 포함되었다. MTA는 고가의 컬버 고가교(Culver Viaduct)가 2009년부터 2012년까지 대규모 개조 공사를 마친 후 "F 급행을 구현하는 데 지정이 없을 것"이라고 발표했다.
그러나 컬버 선의 F 급행 서비스는 더 이상 맨해튼 행 1인승 탈것이 없다고 우려하는 주민들의 논란으로 4년 동안 검토 중이었다. 이 서비스가 시행되지는 않았지만, 일부 정치인은 2014년에 급행 서비스를 요청한 서신의 초안을 보냈다. 2015년 10월 말에 시 공무원은 F 급행 서비스의 구현을 검토하기 시작했다. 일부 러시 아워 피크 방향 F 열차는 적어도 2015년 이후 제이 스트리트(Jay Street(와 4번로(Fourth Avenue) 사이의 완행역을 건너 뛰었으며, MTA는 2016년과 2017년 여름에 러시 아워 급행 서비스 (제이 스트리트~처치 애비뉴)를 양방향으로 사용할 계획을 가졌다. 2016년 5월 MTA는 모든 러시아워 F 열차의 절반이 2017년 가을에 급행 운행을 시작할 것이라고 발표했다.; 그러나, 나머지 F 경로의 열차 주행 속도는 동일하게 유지된다.

## 운행 체계 정보

### 운행 정보
F선은 항상 동일한 서비스 패턴으로 다음 노선을 사용한다.
| 노선                    | 기점                     | 종점                       | 트랙 |
| ----------------------- | ------------------------ | -------------------------- | ---- |
| IND 퀸즈 블러바드 선    | 자메이카-179번가         | 75번로                     | 완행 |
| IND 퀸즈 블러바드 선    | 포리스트힐스-71번로      | 36번가                     | 급행 |
| IND 63번가 선 (전 구간) | 21번가-퀸스브리지        | 57번가                     | 모두 |
| IND 6번로 선            | 47-50번가-록펠러 센터    | 2번로                      | 완행 |
| IND 6번로 선            | 델란시 스트리트          | 요크 스트리트              | 모두 |
| IND 컬버 선 (전 구간)   | 제이 스트리트 메트로테크 | 코니아일랜드-스틸월 애비뉴 | 완행 |

### 역 정보
자세한 역 목록은 위에 나열된 문서를 참고할 것.
| 역 서비스 범례                        | 역 서비스 범례                            |
| ------------------------------------- | ----------------------------------------- |
| 전 시간대에 정차                      | 전 시간대에 정차                          |
| 새벽 시간대를 제외한 전 시간대에 정차 | 심야 시간대를 제외한 전 시간대에 정차     |
| 새벽 시간대에만 정차                  | 심야 시간대에만 정차                      |
| 새벽 시간대와 주말에 정차             | 심야 시간대와 주말에 정차                 |
| 평일에만 정차                         | 평일에만 정차                             |
| 운영 중단                             | 운영 중단                                 |
| 시간대 세부 정보                      |                                           |
|                                       |                                           |
| 장애인 접근                           | 미국 장애인법 적용 역                     |
| ↑                                     | 미국 장애인법에 따라 화살표만 표시하는 역 |
| ↓                                     | 미국 장애인법에 따라 화살표만 표시하는 역 |
|                                       | 중이층으로만 이동가능한 엘리베이터        |

| F 서비스             | 역 (한글)                    | 역 (영문)                            |                                   | 환승 정보 | 교통 연결 및 참고                                                                                         |
| -------------------- | ---------------------------- | ------------------------------------ | --------------------------------- | --- | --- |
| 퀸스                 |                              |                                      |                                   | | |
| 퀸즈 블러바드 선     |                              |                                      |                                   | | |
| 전 시간대에 정차     | 자메이카-179번가             | Jamaica–179th Street                 |                                   | 틀:NYCS Queens Hillside | Q3 버스를 통해 JFK 국제공항 이용 가능                                                                     |
| 전 시간대에 정차     | 169번가                      | 169th Street                         |                                   | | Q3 버스를 통해 JFK 국제공항 이용 가능                                                                     |
| 전 시간대에 정차     | 퍼슨스 블러바드              | Parsons Boulevard                    |                                   | 틀:NYCS Queens Hillside | |
| 전 시간대에 정차     | 서트핀 블러바드              | Sutphin Boulevard                    |                                   | | Q44 셀렉트 버스 서비스                                                                                    |
| 전 시간대에 정차     | 브라이어우드                 | Briarwood                            |                                   | 틀:NYCS Queens east local | Q44 셀렉트 버스 서비스                                                                                    |
| 전 시간대에 정차     | 큐 가든스-유니온 턴파이크    | Kew Gardens–Union Turnpike           |                                   | 틀:NYCS Queens east | Q10 버스를 통해 JFK 국제공항 이용 가능                                                                    |
| 전 시간대에 정차     | 75번로                       | 75th Avenue                          |                                   | 틀:NYCS Queens east local | |
| 전 시간대에 정차     | 71번로                       | Forest Hills–71st Avenue             |                                   | 틀:NYCS Queens | 포리스트힐스 역을 통해 LIRR 메인 라인 이용 가능                                                           |
| 전 시간대에 정차     | 잭슨 하이츠-루스벨트 애비뉴  | Jackson Heights–Roosevelt Avenue     |                                   | 틀:NYCS Queens 7 (IRT 플러싱 선) | Q47 버스를 통해 라과디아 마린 에어 터미널 이용 가능 Q70 셀렉트 버스 서비스를 통해 라과디아 공항 이용 가능 |
| 63번가 선            |                              |                                      |                                   | | |
| 전 시간대에 정차     | 21번가-퀸스브리지            | 21st Street–Queensbridge             |                                   | | |
| 맨해튼               |                              |                                      |                                   | | |
| 전 시간대에 정차     | 루스벨트 아일랜드            | Roosevelt Island                     |                                   | | 루스벨트 아일랜드 트램웨이                                                                                |
| 전 시간대에 정차     | 렉싱턴 애비뉴-63번가         | Lexington Avenue–63rd Street         |                                   | 틀:NYCS 63rd Lexington 메트로카드를 이용한 외부 체계 환승: 4 5 6 <6> (IRT 렉싱턴 애비뉴 선: 59번가) 틀:NYCS Broadway 60th (BMT 브로드웨이 선: 렉싱턴 애비뉴/59번가) | |
| 6번로 선             |                              |                                      |                                   | | |
| 전 시간대에 정차     | 57번가                       | 57th Street                          |                                   | | |
| 전 시간대에 정차     | 47-50번가-록펠러 센터        | 47th–50th Streets–Rockefeller Center |                                   | B D M | |
| 전 시간대에 정차     | 42번가-브라이언트 파크       | 42nd Street–Bryant Park              | Elevator access to mezzanine only | B D M 7 <7> (IRT 플러싱 선: 5번로) | |
| 전 시간대에 정차     | 34번가-헤럴드 스퀘어         | 34th Street–Herald Square            |                                   | B D M N Q R W (BMT 브로드웨이 선) | M34 / M34A 셀렉트 버스 서비스 PATH 환승 가능: 33번가 역                                                   |
| 전 시간대에 정차     | 23번가                       | 23rd Street                          |                                   | M | M23 셀렉트 버스 서비스 PATH 환승 가능: 23번가 역                                                          |
| 전 시간대에 정차     | 14번가/6번로                 | 14th Street                          |                                   | M 1 2 3 (IRT 브로드웨이-7번로 선: 14번가) L (BMT 캐나시 선: 6번로)                                                                                                  | PATH 환승 가능: 14번가 역                                                                                 |
| 전 시간대에 정차     | 웨스트 4번가-워싱턴 스퀘어   | West Fourth Street–Washington Square |                                   | B D M A C E (IND 8번로 선) | PATH 환승 가능: 9번가 역                                                                                  |
| 전 시간대에 정차     | 브로드웨이-라파예트 스트리트 | Broadway–Lafayette Street            |                                   | B D M 틀:NYCS Lexington local (IRT 렉싱턴 애비뉴 선: 블리커 스트리트)                                                                                               | |
| 허드슨 스트리트 지선 |                              |                                      |                                   | | |
| 전 시간대에 정차     | 2번로                        | Second Avenue                        |                                   | | M15 셀렉트 버스 서비스                                                                                    |
| 전 시간대에 정차     | 델란시 스트리트              | Delancey Street                      |                                   | 틀:NYCS Williamsburg (BMT 나소 스트리트 선: 에식스 스트리트) | |
| 전 시간대에 정차     | 이스트 브로드웨이            | East Broadway                        |                                   | | |
| 브루클린             |                              |                                      |                                   | | |
| 전 시간대에 정차     | 요크 스트리트                | York Street                          |                                   | | |
| 컬버 선              |                              |                                      |                                   | | |
| 전 시간대에 정차     | 제이 스트리트 메트로테크     | Jay Street–MetroTech                 |                                   | A C N R W (BMT 4번로 선) | |
| 전 시간대에 정차     | 베르겐 스트리트              | Bergen Street                        |                                   | G | |
| 전 시간대에 정차     | 캐럴 스트리트                | Carroll Street                       |                                   | G | |
| 전 시간대에 정차     | 스미스-9th 스트리트          | Smith–Ninth Streets                  |                                   | G | |
| 전 시간대에 정차     | 4번로                        | Fourth Avenue                        |                                   | G 틀:NYCS Fourth center local (BMT 4번로 선: 9번가) | |
| 전 시간대에 정차     | 7번로                        | Seventh Avenue                       |                                   | G | |
| 전 시간대에 정차     | 15번가-프로스펙트 파크       | 15th Street–Prospect Park            |                                   | G | |
| 전 시간대에 정차     | 포트 해밀턴 파크웨이         | Fort Hamilton Parkway                |                                   | G | |
| 전 시간대에 정차     | 처치 애비뉴                  | Church Avenue                        |                                   | G | |
| 전 시간대에 정차     | 디트마스 애비뉴              | Ditmas Avenue                        |                                   | | |
| 전 시간대에 정차     | 18번로                       | 18th Avenue                          |                                   | | |
| 전 시간대에 정차     | 애비뉴 I                     | Avenue I                             |                                   | | 코니 아일랜드 행 열차는 수리를 위해 2017년 초까지 여기서 정차하지 않는다.                                 |
| 전 시간대에 정차     | 베이 파크웨이                | Bay Parkway                          |                                   | | 코니 아일랜드 행 열차는 수리를 위해 2017년 초까지 여기서 정차하지 않는다.                                 |
| 전 시간대에 정차     | 애비뉴 N                     | Avenue N                             |                                   | | 코니 아일랜드 행 열차는 수리를 위해 2017년 초까지 여기서 정차하지 않는다.                                 |
| 전 시간대에 정차     | 애비뉴 P                     | Avenue P                             |                                   | | 코니 아일랜드 행 열차는 수리를 위해 2017년 초까지 여기서 정차하지 않는다.                                 |
| 전 시간대에 정차     | 킹스 하이웨이                | Kings Highway                        |                                   | | |
| 전 시간대에 정차     | 애비뉴 U                     | Avenue U                             |                                   | | 코니 아일랜드 행 열차는 수리를 위해 2017년 초까지 여기서 정차하지 않는다.                                 |
| 전 시간대에 정차     | 애비뉴 X                     | Avenue X                             |                                   | | 코니 아일랜드 행 열차는 수리를 위해 2017년 초까지 여기서 정차하지 않는다.                                 |
| 전 시간대에 정차     | 넵튠 애비뉴                  | Neptune Avenue                       |                                   | | |
| 전 시간대에 정차     | 웨스트 8번가-뉴욕 아쿠아리움 | West Eighth Street–New York Aquarium |                                   | 틀:NYCS Brighton south (BMT 브라이턴 선) | |
| 전 시간대에 정차     | 코니아일랜드-스틸월 애비뉴   | Coney Island–Stillwell Avenue        |                                   | 틀:NYCS West End far south (BMT 웨스트 엔드 선) 틀:NYCS Sea Beach south (BMT 시 비치 선) 틀:NYCS Brighton south (BMT 브라이턴 선)                                   | |

## 같이 보기
- 뉴욕 지하철 A선